# Moirer
 Ikke at forveksle med Moiré.
Moirer er betegnelsen for de tre skæbnegudinder fra græsk mytologi; Klotho (den spindende), Lachesis (som giver mennesket dets lod) og Atropos (den uafvendelige), som spinder, udmåler og klipper i menneskenes livstråd. Den fremadskridende antropomorfisme førte til, at selv Zeus måtte bøje sig for Moira, den magt, der ytrer sig i menneskets skæbne. (I romersk tradition går de under navnet Parcae.)
Moirernes rolle var at sikre at alle skabninger, dødelige og guddommelige, udlevede den skæbne, universets love havde bestemt for dem. For dødelige gjaldt denne skæbne hele livet og var repræsenteret af en tråd, der blev spundet på en ten. Generelt blev de anset som værende over selv guderne i deres rolle som håndhævere af skæbnen, selvom Zeus, gudernes konge, kan giv dem befalinger i nogle henseender.
Nyere forskning har dog afvist, at det græske skæbnebegreb involverede nogen form for fatalistisk skæbnetro.